# Dale Davis
Elliott Lydell "Dale" Davis (Toccoa, Georgia, 25 de março de 1969) é um ex-jogador norte-americano de basquete profissional que atuou na  National Basketball Association (NBA). Foi o número 13 do Draft de 1991.